# Pablo Fernández
Pablo Fernández Santoro (* 21. März 2002) ist ein spanischer Eishockeyspieler, der seit Beginn seiner Karriere beim CH Jaca unter Vertrag steht und mit dem Klub in der spanischen Superliga spielt.

## Karriere
Pablo Fernández begann seine Karriere als Eishockeyspieler in der Jugend des CH Jaca, für den er bereits als 15-Jähriger in der spanischen Superliga debütierte. 2023 wurde er mit dem Klub spanischer Meister und Pokalsieger.

### International
Für Spanien nahm Fernández im Juniorenbereich an den U18-Weltmeisterschaften 2018 und 2019 sowie an den U20-Weltmeisterschaften 2019 und 2022 jeweils in der Division II teil.
Im Seniorenbereich stand er erstmals bei der Weltmeisterschaft 2022 in der Division II im spanischen Aufgebot. Auch 2023, als ihm mit den Iberern nach zwölf Jahren die Rückkehr in die Division I gelang, spielte er in der Division II. Zudem stand er im Aufgebot seines Landes bei der Olympiaqualifikation für die Winterspiele in Mailand 2026.

## Erfolge und Auszeichnungen
- 2023 Aufstieg in die Division II, Gruppe A, bei der U18-Weltmeisterschaft der Division II, Gruppe B
- 2023 Spanischer Meister und Pokalsieger mit dem CH Jaca
- 2023 Aufstieg in die Division I, Gruppe B, bei der Weltmeisterschaft der Division II, Gruppe A